# Радио (фильм)
«Радио» (англ. «Radio») — американский драматический фильм 2003 года, снятый режиссёром Майклом Толлином. Идея фильма была заимствована из статьи Гэри Смита «Кто-то, на кого можно положиться», опубликованной в Sports Illustrated в 1996 году. Статья и фильм основаны на реальных фактах из жизни футбольного тренера средней школы T. L. Hanna High School Гарольда Джонса (Эд Харрис) и умственно отсталого молодого человека Джеймса Роберта «Радио» Кеннеди (Кьюба Гудинг-младший).

## Сюжет
Радио — прозвище умственно отсталого темнокожего паренька Джеймса Роберта (Кьюба Гудинг-младший), который едва умеет читать и писать. Однажды он становится жертвой жестокого обращения со стороны членов местной футбольной команды. Тренер команды Гарольд Джонс (Эд Харрис) спасает мальчика из подсобки, где его связали и бросили другие ребята. Познакомившись поближе с Радио, тренер решает помогать пареньку. Сначала он приглашает его на тренировки, следит за его питанием, разговаривает с ним. Радио постепенно начинает раскрываться, улучшается его речь, общение с людьми. Радио оказывается добрым человеком, готовым прийти на помощь любому, а главное, умеющим благодарить за малейшее добро. Вскоре Радио получает постоянную работу, выполняя функции руководителя группы поддержки и помощника тренера и менеджера команды. Но не все в городке рады этому.
Фильм основан на реальных событиях.
Реальная история Джеймса Роберта Кеннеди по прозвищу «Радио» и его отношений с тренером школы в городе Андерсон Гарольдом Джонсом была описана в 1996 году в статье Гэри Смита в журнале «Sports Illustrated». Затем статья была включена в книгу «Вне Игры: Сборник спортивных записок Гэри Смита».

## В ролях
| Актёр            | Роль                          |
| ---------------- | ----------------------------- |
| Кьюба Гудинг мл. | Джеймс Роберт «Радио» Кеннеди |
| Эд Харрис        | Гарольд Джонс                 |
| Элфри Вудард     | Директор школы                |
| Эпата Меркерсон  | Мать "Радио"                  |
| Брент Секстон    |                               |
| Крис Малки       | Фрэнк                         |
| Сара Дрю         | Мэри Хелен Джонс              |
| Райли Смит       | Джонни                        |
| Патрик Брин      | Таккер                        |
| Дебра Уингер     | миссис Джонс                  |

## Предыстория
Прототип героя фильма — Джеймс Роберт «Радио» Кеннеди, который родился 14 октября 1946 года в Андерсоне, Южная Каролина. Он получил своё прозвище «Радио» из-за любви к радиоприемнику, который всегда носил с собой.

## Критика
На сайте-агрегаторе рецензий Rotten Tomatoes у фильма 36 % положительных отзывов. На Metacritic фильм получил 38 баллов из 100. Фильм собрал 52,3 миллиона долларов при бюджете примерно 30 миллионов долларов. Кьюба Гудинг-младший был номинирован на премию «Золотая малина» за худшую роль в фильме, а также получил премию NAACP Image за лучшую мужскую роль в кино.